# Porthgain
Porthgain är en ort i Storbritannien.   Den ligger i kommunen Pembrokeshire och riksdelen Wales, i den sydvästra delen av landet, 300 km väster om huvudstaden London. Porthgain ligger 16 meter över havet och antalet invånare är 897.
Terrängen runt Porthgain är platt. Havet är nära Porthgain åt nordväst.  Närmaste större samhälle är Fishguard, 14,8 km öster om Porthgain. Trakten runt Porthgain består i huvudsak av gräsmarker.